# Druhá vláda Stanisława Tilicha
Druhá vláda Stanisława Tilicha byla zemská vláda Svobodného státu Sasko v letech 2009–2014. Ve volbách do 5. saského zemského sněmu dne 30. srpna 2009 zdvojnásobila FDP počet křesel na 14 a nahradila tak SPD jako malého koaličního partnera CDU, která vládla nepřetržitě od roku 1990. Společně měly parlamentní frakce CDU a FDP většinu 72 křesel, oproti tomu opozice (Die Linke, SPD, Svaz 90/Zelení a NPD) disponovala 60 křesly.
Stanisław Tilich, předseda saské CDU a od roku 2008 saský premiér, byl na ustavujícím zasedání saského zemského sněmu dne 29. září 2009 opět zvolen saským předsedou vlády, a to 69 ze 128 odevzdaných hlasů. Další dva kandidáti Martin Dulig (SPD) a Johannes Müller (NPD) získali 15, respektive 8 hlasů. Následujícího dne 30. září 2009 pak složili přísahu Tilichem jmenovaní ministři.
V souladu s článkem 68, odstavcem 2 Ústavy Svobodného státu Sasko úřadoval Tilichův druhý kabinet ještě v období od prvního zasedání 6. saského zemského sněmu dne 30. září 2014 až do nástupu nové třetí Tilichovy vlády dne 13. listopadu 2014.

## Členové zemské vlády
| Úřad                                                               | Foto | Jméno                                  | Strana | Strana                   |
| ------------------------------------------------------------------ | ---- | -------------------------------------- | ------ | ------------------------ |
| Předseda vlády                                                     |      | Stanisław Tilich                       |        | CDU                      |
| Místopředseda vlády                                                |      | Sven Morlok                            |        | FDP                      |
| Ministr pro hospodářství, práci a dopravu                          |      | Sven Morlok                            |        | FDP                      |
| Ministr vnitra                                                     |      | Markus Ulbig                           |        | CDU                      |
| Ministr financí                                                    |      | Georg Unland                           |        | CDU                      |
| Ministr spravedlnosti a pro Evropu                                 |      | Jürgen Martens                         |        | FDP                      |
| Ministr školství a sportu Ministryně školství (od 22. března 2012) |      | Roland Wöller (do 21. března 2012)     |        | CDU                      |
| Ministr školství a sportu Ministryně školství (od 22. března 2012) |      | Brunhild Kurthová (od 22. března 2012) |        | CDU                      |
| Ministryně pro vědu a umění                                        |      | Sabine von Schorlemer                  |        | nestraník (na návrh CDU) |
| Ministryně sociálních věcí a pro ochranu spotřebitelů              |      | Christine Claußová                     |        | CDU                      |
| Ministr životního prostředí a zemědělství                          |      | Frank Kupfer                           |        | CDU                      |
| Ministr a vedoucí státní kanceláře                                 |      | Johannes Beermann                      |        | CDU                      |